# 聖像畫

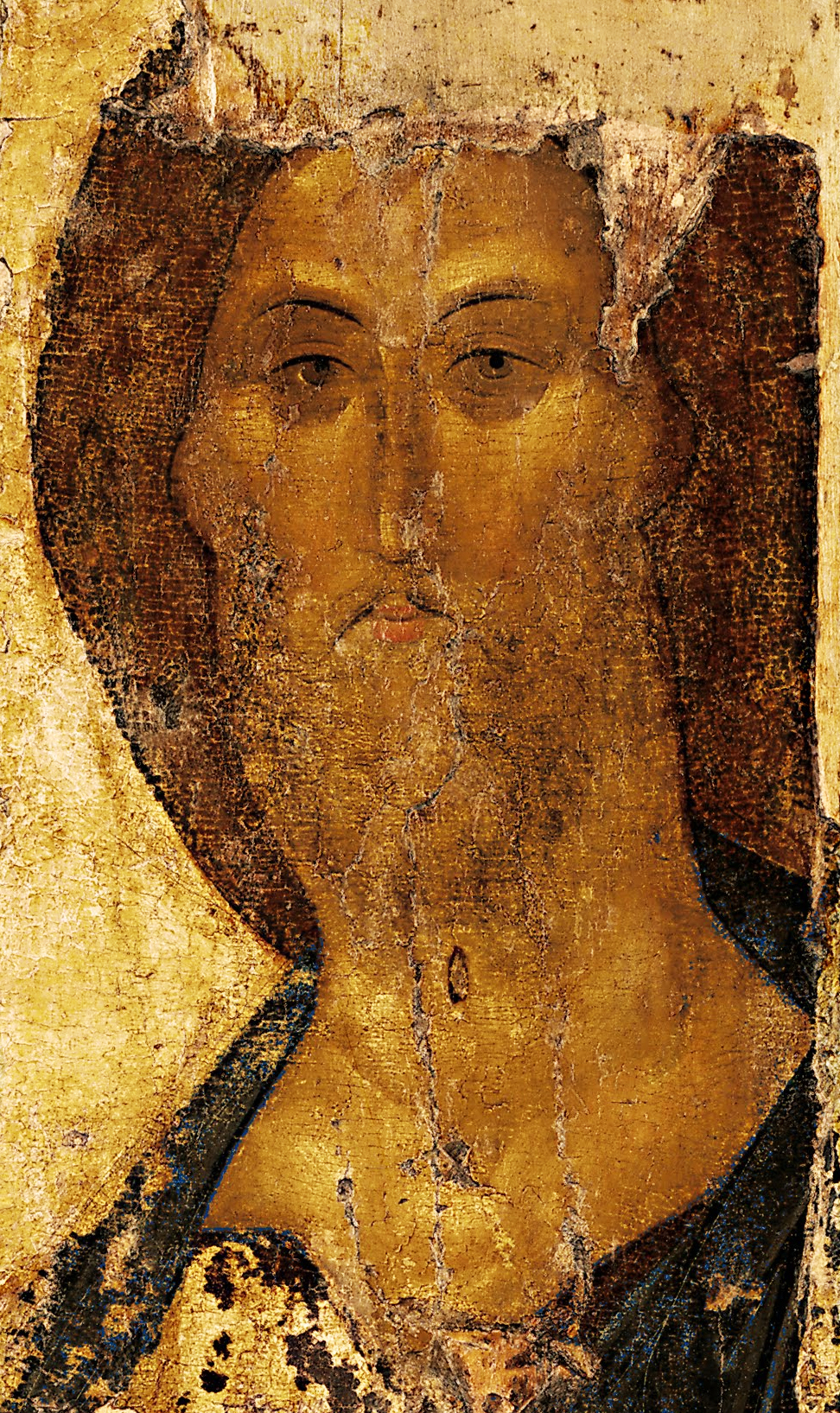
俄羅斯著名聖像畫家安德烈盧布留夫（Andrei Rublev）所著之耶穌聖像畫

聖像畫，簡稱聖像（Icon），是指以畫像的方式表達神靈、聖者或神跡，主要為東正教和東方正統教會的傳統宗教藝術品。天主教雖然有時也使用類似聖像，但其藝術風格與敬禮方式和東正教很不相同。

## 相關事件
8世紀到9世紀之間，東羅馬帝國（拜占庭帝國）曾發生關於聖像崇拜問題的爭論。从726年皇帝利奥三世颁布禁止崇拜偶像法令为开端，至843年幼帝米海爾三世统治时期，摄政皇后提奥多拉颁布反对破坏圣像的尼西亚法规为止，持续了117年。